# Boverisuchus
Boverisuchus es un género extinto de crocodiliano planocránido que vivió durante el Eoceno medio (etapa del Lutetiano) de Alemania y el oeste de Norteamérica. Crecía hasta aproximadamente tres metros de longitud.
La especie tipo es Boverisuchus magnifrons, que fue nombrada por el paleontólogo Oskar Kuhn en 1938, a partir de restos hallados en estratos del Lutetiano de Alemania junto a Weigeltisuchus geiseltalensis. Muchos paleontólogos han considerado que ambas especies representan sinónimos más modernos de la especie tipo de Pristichampsus, P. rollinatii. Siguiendo la revisión del género Pristichampsus realizada por Brochu (2013), se encontró que P. rollinati estaba basado en material insuficientemente diagnóstico y por lo tanto es un nomen dubium mientras que Boverisuchus fue restablecido como un género válido. Brochu (2013) también asignó a la especie Crocodylus vorax, la cual había sido referida como Pristichampsus vorax por Langston (1975), como la segunda especie de Boverisuchus. Según Brochu (2013), el material del Eoceno medio de Italia y Texas, Estados Unidos puede representar otras nuevas especies sin nombrar. Por otra parte, se encontró que las dos especies asiáticas de Planocrania estaban cercanamente relacionadas con Boverisuchus usando un análisis filogenético. El nombre de familia Planocraniidae fue revalidado para contener a estos géneros y reemplazar a Pristichampsidae.